# Veste de quart

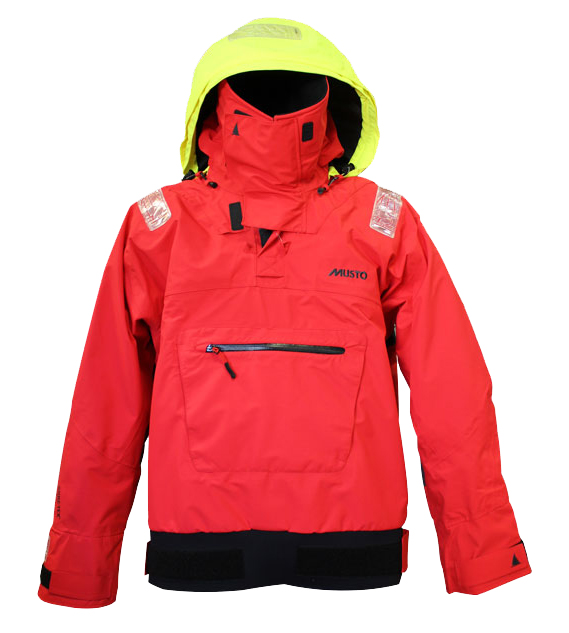
Une veste de quart

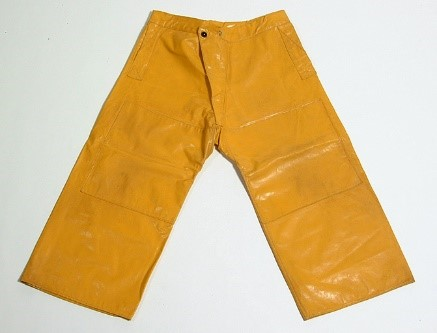
Pantalon de pêche en toile cirée d’Henri Calvez, Finistère, début 20^{e}, musée de Bretagne

La veste de quart est un vêtement chaud et imperméable qui constitue l’équipement des marins et skippers pour se protéger de l'eau, du vent et du froid. Ce vêtement est désormais sorti de la seule sphère maritime et des professions de la mer, sous l'intitulé de ciré, même si son utilisation par ces professions reste le point de départ de différentes évolutions technologiques.

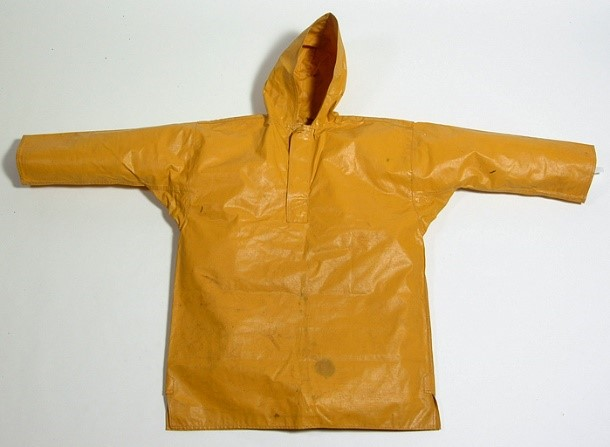
Vareuse en toile cirée d’Henri Calvez, début 20^{e}, Finistère, musée de Bretagne

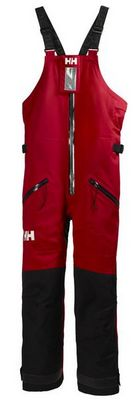
Une salopette de quart

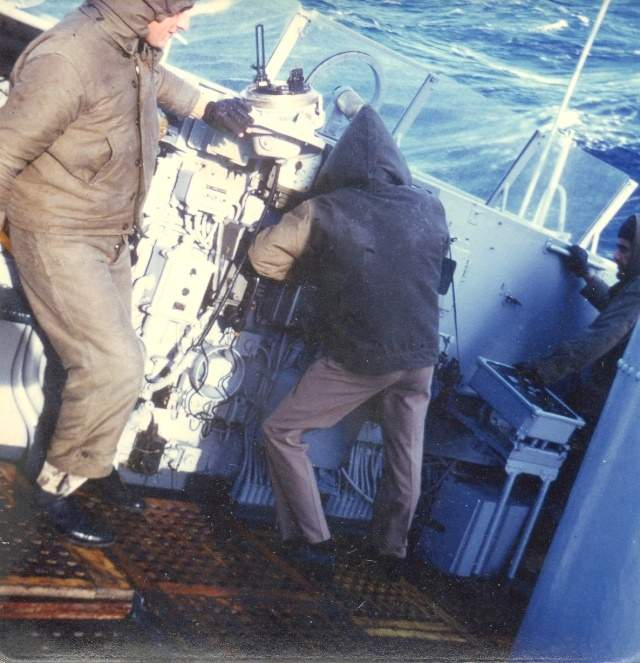
Veste de Coulange quart porté par des marins de la marine National dans les années 60

La veste de quart  est portée généralement sur deux couches, elle descend jusqu'aux hanches pour couvrir l'intégralité du haut du corps. Elle fait souvent partie d'un ensemble, pour les professionnels, qui comprend ladite veste pour le haut du corps, et une salopette de quart pour le bas du corps.

## Historique

Marins au lever du soleil à Skagen (nord Danemark) par Michael Ancher, 1898

Ce vêtement a d'abord été utilisé par les professionnels de la mer et l'armée, au XIXe siècle.
La structure veste-pantalon ou salopette, imperméables, se retrouve historiquement dans les vêtements des pêcheurs de Terre-Neuve qui devaient lutter contre le froid et l’humidité constamment. Après des vêtements en coton huilé (XIXe siècle), ils adoptèrent dans les années 1950 le vinyle puis le plastique pour enduire leurs toiles, ce qui les rendait beaucoup plus imperméables. Les premières fibres synthétiques sont créées aux États-Unis et inondent le marché européen à partir de la deuxième moitié du XXe siècle. Ils portaient donc une longue veste jaune et un pantalon ou une salopette assortie. Ce type de vêtement peut être vu comme l’ancêtre de la veste de quart-salopette. 
Puis, tout en restant employé par ces professions, le ciré s'est popularisé au XXe siècle. Il est notamment présent dans des réalisations cinématographiques, telles Chantons sous la pluie diffusé en 1952, Les Parapluies de Cherbourg sorti en 1964), ou encore, Modesty Blaise en 1966, où il est porté notamment par la principale héroïne, interprétée par Monica Vitti. Il gagne ainsi une image de modernité et de bonne humeur (de par aussi les couleurs vives pour accroître la visibilité des hommes tombées à la mer). Mais il est concurrencé dans l'usage pour les loisirs par le K-way, inventé en 1965, et qui se révèle léger et pratique (se rangeant dans une poche de taille restreinte), mais sans doute moins protecteur contre la pluie. Il est aussi d'une matière moins respirable et dans la durée moins confortable.
Le ciré peut être assorti d'un pantalon de la même matière et couleur, les professionnels préférant souvent une salopette de quart, plus couvrante.
Sa présence se maintient. Ce vêtement devenu classique est repris par certains couturiers et entre dans les vestiaires urbains.
Le ciré, de préférence jaune, est également célèbre par son usage par des personnalités telles que Greta Thunberg,. Il symbolise les randonnées, le plein-air (marin ou non, désormais), et d'une certaine façon la nature et l'écologie.

## Vestes de quart moderne

### Types
Plusieurs types d'équipement moderne existent :
- veste de quart à une couche : utilisée pour une exposition à la pluie d'environ une journée. Elle protège contre la pluie et le vent pour une pratique occasionnelle de sports nautiques ou sorties en mer ;
- veste de quart à deux couches : utilisée pour des navigations de trois à cinq jours, elle présente un niveau d'étanchéité et respirabilité supérieur à la première couche. Ces vestes de quart deux couches sont destinées aux régates, croisières et à la pratique de loisirs nautiques ou de plaisance ;
- veste de quart à trois couches : utilisée pour un usage plus intensif et plus régulier en bateau, en croisière, ou en régates, elle est très souvent choisie par les professionnels du monde nautique ou les courses longues.

### Matériaux utilisés
Pour que la veste assure respirabilité et imperméabilité, chaque fabricant possède sa technologie voulant répondre aux demandes et besoins des navigateurs et marins. Ainsi, on trouve plusieurs types de membranes. La matière utilisée est microporeuse, ce qui permet aux molécules de vapeur d’eau de s’échapper tout en empêchant les molécules d’eau liquide de rentrer. Il existe :
- la membrane Gore-Tex, utilisée par des marques comme Henri Lloyd ou Musto[4] ;
- la membrane Hellytech, utilisée chez Helly Hansen ;
- l'utilisation du Thinsulate, toujours chez Musto[4] ;
- la membrane DremTech de chez Guy Cotten ;
- le tissu hydrofuge de Coulange
- la membrane Gold Reflect'Line de chez Wear Is My Boat ;
- etc.

Entretenues régulièrement (rinçage des dépôts de sel après chaque utilisation), ces membranes protectrices gardent leur respirabilité jusqu'à dix ans en fonction de l'usage.
Une autre innovation, pratiquée par Guy Cotten, est l'utilisation pour les coutures de deux soudures à haute fréquence, qui empêchent l'eau de pénétrer par ces coutures.